# Marian Krzaklewski
Marian Krzaklewski (ur. 23 sierpnia 1950 w Kolbuszowej) – polski polityk, inżynier metalurg, działacz związkowy, w latach 1991–2002 przewodniczący NSZZ „Solidarność”, założyciel i lider AWS, poseł na Sejm III kadencji. Kandydat na urząd prezydenta RP w wyborach w 2000.

## Życiorys

### Wykształcenie i działalność zawodowa
Ukończył Liceum Ogólnokształcące w Kolbuszowej. W 1975 ukończył studia na Wydziale Automatyki i Informatyki Politechniki Śląskiej w Gliwicach. Następnie uzyskał stopień doktora nauk technicznych w zakresie komputeryzacji procesów metalurgicznych.
W latach 1976–1984 pracował w Zakładzie Systemów Automatyki Kompleksowej PAN w Gliwicach. W 1985 został pracownikiem naukowym Politechniki Śląskiej, od 1988 jako adiunkt. Wykładał również na Katolickim Uniwersytecie Lubelskim.

### Działalność związkowa i polityczna

#### Działalność do 1996
W 1980 wstąpił do NSZZ „Solidarność”. Brał udział w zakładaniu struktur zakładowych związku w Polskiej Akademii Nauk, był wiceprzewodniczącym Górnośląskiej Komisji Porozumiewawczej NSZZ „Solidarność” PAN.
W 1989 został członkiem Krajowej Komisji Wykonawczej NSZZ „Solidarność”. Działał również w Komitecie Obywatelskim przy Lechu Wałęsie jako sekretarz komitetu regionalnego w Regionie Śląsko-Dąbrowskim.
W latach 1989–1990 był wiceprzewodniczącym Regionalnej Komisji Wykonawczej związku. W 1990 na II KZD „Solidarności” wybrano go do Komisji Krajowej oraz do prezydium związku. W lutym 1991 na III Zjeździe „Solidarności” został wybrany na następcę Lecha Wałęsy na stanowisku przewodniczącego związku, pokonując w wyborach Bogdana Borusewicza i Lecha Kaczyńskiego.
Jako przewodniczący związku brał udział w bieżącym życiu politycznym w latach 90. W 1993 był inicjatorem złożenia przez parlamentarzystów „Solidarności” wniosku o wotum nieufności wobec rządu Hanny Suchockiej, którego uchwalenie doprowadziło do rozwiązania Sejmu przez prezydenta Lecha Wałęsę. Po przegranych przez partie prawicowe wyborach parlamentarnych w 1993 brał udział w inicjatywach zjednoczeniowych, m.in. w pracach Konwentu Świętej Katarzyny (1994–1995).

#### Lata 1996–2000
W 1996 doprowadził do powstania Akcji Wyborczej Solidarność – bloku wyborczego, skupiającego większość ugrupowań polskiej prawicy (m.in. „Solidarność”, PC, ZChN, PChD, KPN i inne).
W 1997 kierowany przez niego blok wyborczy AWS wygrał wybory parlamentarne do Sejmu i Senatu. Koalicja zdobyła prawie 34% głosów wyborców i 201 mandatów w Sejmie oraz 51 w Senacie. W tych samych wyborach Marian Krzaklewski został wybrany do Sejmu III kadencji z okręgu katowickiego. Był wymieniany jako główny kandydat na stanowisko premiera w nowym rządzie, jednak stanowisko to (po zawarciu koalicji z Unią Wolności) objął Jerzy Buzek, poseł z listy ogólnopolskiej i profesor z Górnego Śląska. Wówczas pojawiło się w mediach określenia „kierowanie z tylnego siedzenia”. W tym okresie zarzucano mu także autorytarny styl przewodniczenia w „Solidarności” i AWS, antagonizowanie organizacji wchodzących w skład bloku, używanie związku do bieżących rozgrywek politycznych i przedkładanie jego interesu ponad interes państwa.
Oprócz stanowiska przewodniczącego „Solidarności” i przewodniczącego AWS pełnił również funkcję przewodniczącego Klubu Parlamentarnego AWS, a od 1998 był także przewodniczącym nowo powstałego Ruchu Społecznego AWS. W Sejmie III kadencji zasiadał w Komisji Spraw Zagranicznych, był także członkiem delegacji polskiego parlamentu do Zgromadzenia Parlamentarnego Rady Europy, gdzie pełnił funkcję wiceprzewodniczącego grupy Europejskiej Partii Ludowej. Należał również do Grupy Parlamentarnej Polsko-Czeczeńskiej oraz do Grupy Parlamentarnej Polska-USA.
Po dłuższych wahaniach i wątpliwościach oraz sporach wewnątrz AWS zdecydował się wystartować w wyborach prezydenckich w 2000. Szefem jego sztabu wyborczego został Wiesław Walendziak, a rzecznikiem prasowym Kajus Augustyniak. Jednym z głównych motywów kampanii wyborczej był program powszechnego uwłaszczenia obywateli (pod hasłem Rodzina na swoim). Jednocześnie w ostry sposób krytykowana była prezydentura Aleksandra Kwaśniewskiego. Podjęto też próbę zdyskredytowania ubiegającego się o reelekcję prezydenta przez pokazanie w spotach wyborczych kompromitujących materiałów filmowych pokazujących zdarzenie z 1997, z lotniska w Ostrzeszowie, kiedy to szef BBN Marek Siwiec po wyjściu z helikoptera ucałował ziemię na polecenie Aleksandra Kwaśniewskiego, co wiele osób odebrało jako parodię gestu papieża Jana Pawła II. W wyborach, które odbyły się 8 października 2000, Marian Krzaklewski zdobył 15,57% głosów wyborców (2 739 621 głosów), zajmując trzecie miejsce za Aleksandrem Kwaśniewskim i Andrzejem Olechowskim.
Po przegranych wyborach prezydenckich zaczął wycofywać się z życia politycznego i z zajmowanych stanowisk na rzecz innych polityków AWS, w szczególności Jerzego Buzka, który objął kierownictwo w Ruchu Społecznym AWS i samej koalicji. Jednocześnie Akcję Wyborczą Solidarność opuściło SKL, a także kolejni politycy, którzy przechodzili do nowo powstających ugrupowań – PiS, PO i LPR.

#### Działalność od 2001
Rozbita i osłabiona wewnętrznymi sporami oraz krytykowana za styl rządów AWS (występująca w 2001 pod nazwą Akcja Wyborcza Solidarność Prawicy) utraciła poparcie społeczne, uzyskując w wyborach parlamentarnych w 2001 5,6% głosów i nie przekraczając wymaganego dla koalicji wyborczych progu 8%. Sam Marian Krzaklewski kandydował do Sejmu z okręgu rzeszowskiego, gdzie uzyskał trzeci najlepszy pod względem liczby głosów wynik w okręgu.
W 2002 zrezygnował z funkcji przewodniczącego „Solidarności” i został zastąpiony przez Janusza Śniadka. Pozostawał później członkiem Komisji Krajowej związku i jego etatowym pracownikiem, w 2017 przeszedł na emeryturę. Zrezygnował także z działalności partyjnej. Od 2004 przez kilkanaście lat był przedstawicielem Polski w Grupie Pracowników Europejskiego Komitetu Ekonomiczno-Społecznego.
W wyborach do Parlamentu Europejskiego w 2009 bez powodzenia ubiegał się o mandat posła z pierwszego miejsca na liście Platformy Obywatelskiej w okręgu wyborczym Rzeszów.

## Wyniki wyborcze
| Wybory | Komitet wyborczy | Komitet wyborczy                                                            | Organ                             | Okręg        | Wynik              |
| ------ | ---------------- | --------------------------------------------------------------------------- | --------------------------------- | ------------ | ------------------ |
| 1997   |                  | Akcja Wyborcza Solidarność                                                  | Sejm III kadencji                 | nr 16        | 73 317 (14,09%)    |
| 2000   |                  | KW Kandydata na Prezydenta Rzeczypospolitej Polskiej Mariana Krzaklewskiego | Prezydent RP                      | Prezydent RP | 2 739 621 (15,57%) |
| 2001   |                  | Akcja Wyborcza Solidarność Prawicy                                          | Sejm IV kadencji                  | nr 23        | 17 158 (4,03%)     |
| 2009   |                  | Platforma Obywatelska                                                       | Parlament Europejski VII kadencji | nr 9         | 25 393 (6,92%)     |

## Odznaczenia i wyróżnienia
- Krzyż Komandorski Orderu Odrodzenia Polski (2023)[9]
- Krzyż Wolności i Solidarności (2012)[10]
- Nagroda Kisiela (1997)
- Człowiek Roku tygodnika „Wprost” (1997)
- Przyjaciel Ludzi Bezdomnych (1996)
- Order Świętego Stanisława (odznaczenie prywatne nadane przez Juliusza Nowina-Sokolnickiego)[11]

## Życie prywatne
Jego ojcem był Stanisław Krzaklewski, wieloletni dyrektor kolbuszowskiego szpitala. Żonaty z Marią, byłą radną Gdańska (z listy PiS). Jego siostrą była Barbara Frączek, lekarka i polityk.